# Aldeanueva del Codonal
Aldeanueva del Codonal ist ein Ort und eine Gemeinde (municipio) mit 108 Einwohnern (Stand: 2024) in der zentralspanischen Provinz Segovia in der Autonomen Region Kastilien-León. 

## Lage und Klima
Aldeanueva del Codonal liegt in der kastilischen Meseta in ca. 860 m Höhe ungefähr 39 Kilometer (Fahrtstrecke) nordwestlich der Provinzhauptstadt Segovia. Das Klima ist gemäßigt bis warm; Regen fällt mit Ausnahme der trockenen Sommermonate übers Jahr verteilt.

## Bevölkerungsentwicklung
| Jahr      | 1970 | 1981 | 1991 | 2001 | 2011 | 2021 |
| Einwohner | 332  | 289  | 253  | 207  | 150  | 116  |

## Sehenswürdigkeiten
- Kirche Mariä Himmelfahrt
- Marienkapelle

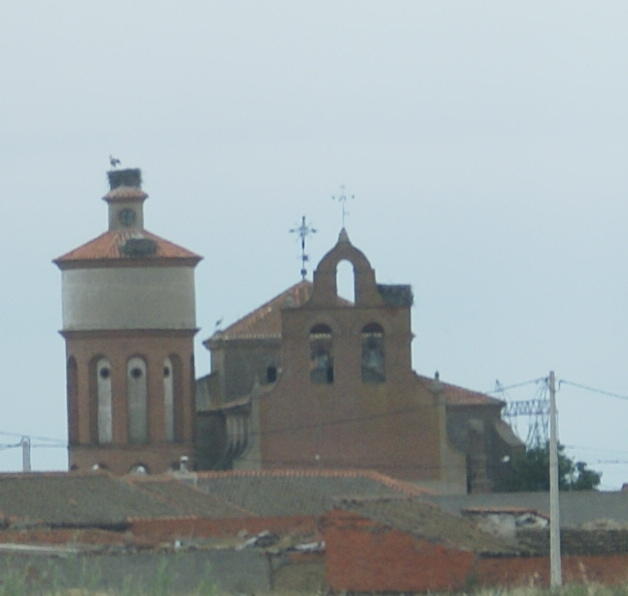
Kirche Mariä Himmelfahrt und Wasserturm
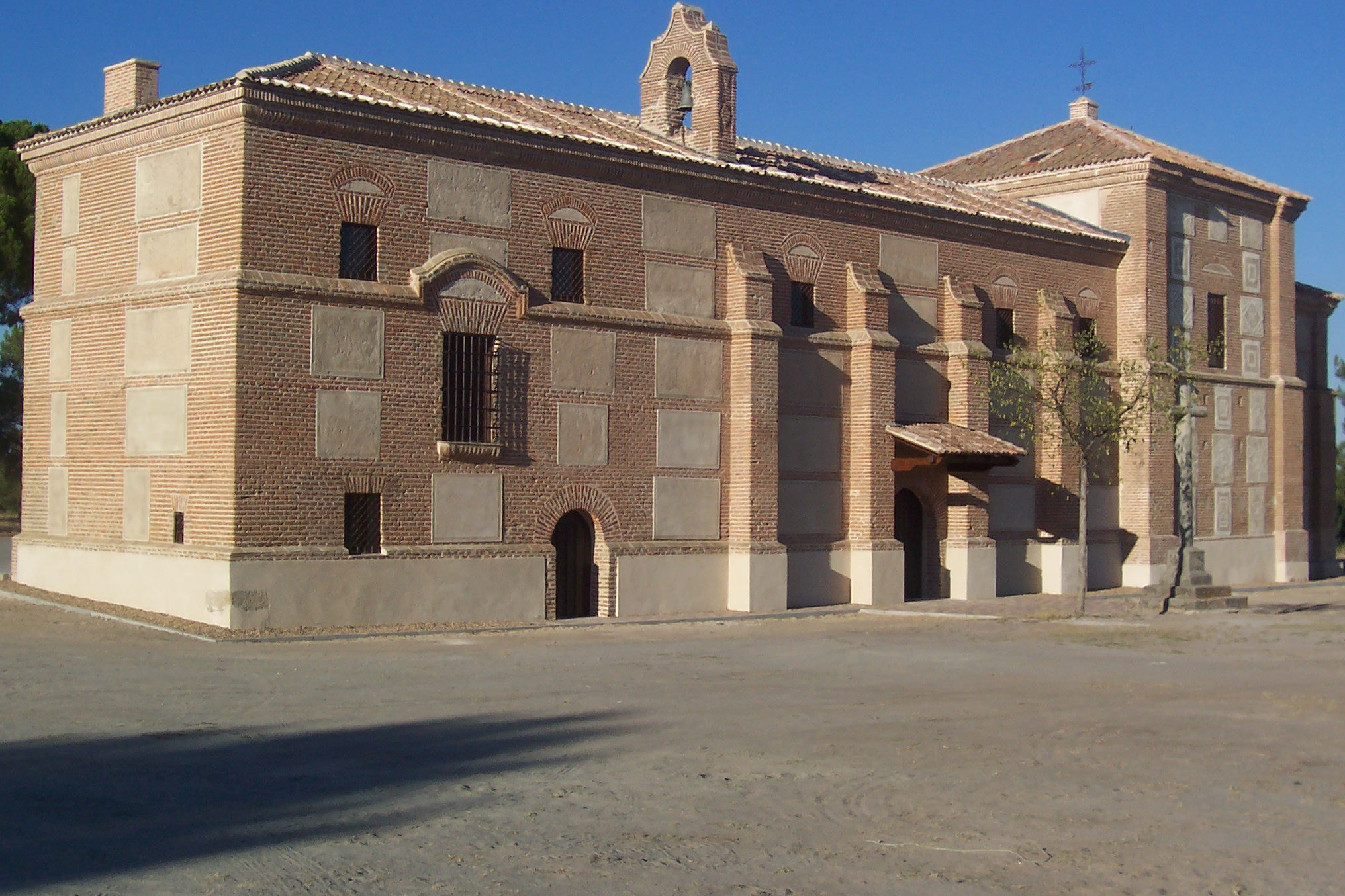
Marienkapelle